# Сръбска православна гимназия
Сръбската православна гимназия „Кантакузина Катерина Бранкович“ е основана в Загреб, Хърватия през 2005 г.
Инициативата за създаването на училището дава православният загребско-любляски митрополит и на цяла Италия Йован. Всички ученици на сръбската православна гимназия се радват на специални привилегии като безплатни квартира и храна в студентските общежития, безплатни учебници и средства за обучение, безплатен транспорт. Училището е отворено за всички ученици. Обучението в гимназията е на сръбски или на хърватски език.
След като завършат гимназията учениците могат да се запишат във всеки факултет в Хърватия, Сърбия и други страни. Те имат редовни и задължителни занятия по сръбски език и православна религия, география, история, изкуство и музика.